# متحف أحمد عقيلي
متحف أحمد عقيلي أحد متاحف منطقة مكة المكرمة في محافظة جدة , أسسه محمد أحمد عقيلي، يقع المتحف في فيلا مكونة من دورين . الدور الأول سكن للمالك والدور الثاني مكون من غرفتين وبلكونة وممرات عرض بها قطع التراث كما عرض في السطح المكون من غرفتين مسلحة وصالة كبيرة من المباني الجاهزة سقفت بالحديد الصاج، أما طريقة عرض المواد فمنها ماهو على أرفف خشبية أو داخل خزانات زجاجية أو معلقة على الحوائط أوعلى الأرضيات، وتشمل المعروضات أسلحة قديمة وأجهزة راديو ومسجلات وأدوات للإضاءة وعملات معدنية وورقية وكذلك وثائق وكتب ودفاتر مدرسية وكمرات تصوير وملابس نسائية، وأواني للطهي وأواني القهوة والشاي . وسيارات قديمة ولوحات سيارات وثلاجة تعمل بالغاز وعجلة لسن السكاكين.

## وصلات خارجية
- متحف أحمد عقيلي